# Mariamonument (Gulperberg)
Het Mariamonument is een monument met een beeld van Maria op de Gulperberg in Gulpen in de Nederlandse provincie Limburg.

## Geschiedenis
Al in 1834 werd op de Gulperberg een missiekruis geplaatst en trokken hier jaarlijks processies naartoe.
De plaatsing van het Mariamonument in 1935 was een initiatief van pastoor-deken H. Erens van de Sint-Petruskerk in Gulpen, daarin gestimuleerd door bisschop Lemmens van Roermond, een fervent Mariavereerder. In februari 1935 nam het dekenaat Gulpen voor het symbolische bedrag van één gulden een strook grond van 700 m² op de 157 meter hoge Gulperberg over van de gemeente Gulpen. Het monument werd ontworpen door de beeldhouwers Piet Gerrits (sokkel) en Charles Vos (Mariabeeld). Aannemer A. Lemmens uit Gulpen was verantwoordelijk voor de bouw. De kosten bedroegen circa 7000 gulden.
De inzegening van het monument vond plaats op Hemelvaartsdag 30 mei 1935 door bisschop Lemmens. Aan de inzegening ging een processie vooraf, waaraan volgens de Limburger Koerier zo'n 25 tot 30.000 mensen en twintig praalwagens deelnamen. Het doel van het massale Mariafeest was de toewijding van het dekenaat Gulpen aan Maria. Bij de organisatie waren de redemptoristen van Wittem betrokken.
Op 28 mei 1985 werd het gouden jubileum van de inzegening gevierd met een bidtocht naar het beeld op de Gulperberg. Hieraan namen zo'n 2500 gelovigen deel, onder leiding van bisschop Joannes Gijsen.

## Omschrijving
Het Mariamonument is ongeveer 13 meter hoog en bestaat uit een circa 10 meter hoge sokkel en een circa 3 meter hoog standbeeld. De sokkel is ontworpen door beeldhouwer-architect Piet Gerrits. De vierkante sokkel van beton versmalt zich naar boven toe en neemt dan ongeveer halverwege een achthoekige vorm aan. Het vierkante onderstuk is aan alle zijden versierd met brede kruisvormige mozaïek met voorstellingen van de rol van Maria in de heilsgeschiedenis. Drie van de mozaïeken zijn voorzien van teksten: "Zie daar uw moeder", "Bid voor ons zondaars" en "Tegenstandster van satan". Tussen deze mozaïeken zijn de namen van de 22 parochies van het toenmalige dekenaat Gulpen in reliëf aangebracht. Onder de mozaïeken staan enkele Mariatitels (alle beginnend met M): "Moeder", "Middelares", "Maagd" en "Medeverlosseres". De bovenzijde van de sokkel is rondom versierd met de tekst "Alle geslachten zullen mij zalig prijzen".
Bovenop de sokkel is een beeld van de gekroonde Maagd Maria geplaatst. Maria (zonder kindje Jezus) spreidt haar handen in een zegenend gebaar. Het circa 3 meter hoge beeld van wit beton is een ontwerp van de Maastrichtse beeldhouwer Charles Vos.
Het beeld is omgeven door een plantsoen. In de omgeving stonden voorheen enkele vlaggenstokken en zitbanken. Vlakbij is een parkeerplaats. De omgeving biedt een panoramisch uitzicht over het Geul- en Gulpdal. Het monument is opgenomen in de Mergellandroute en trekt om die reden ook veel niet-religieuze toeristen.

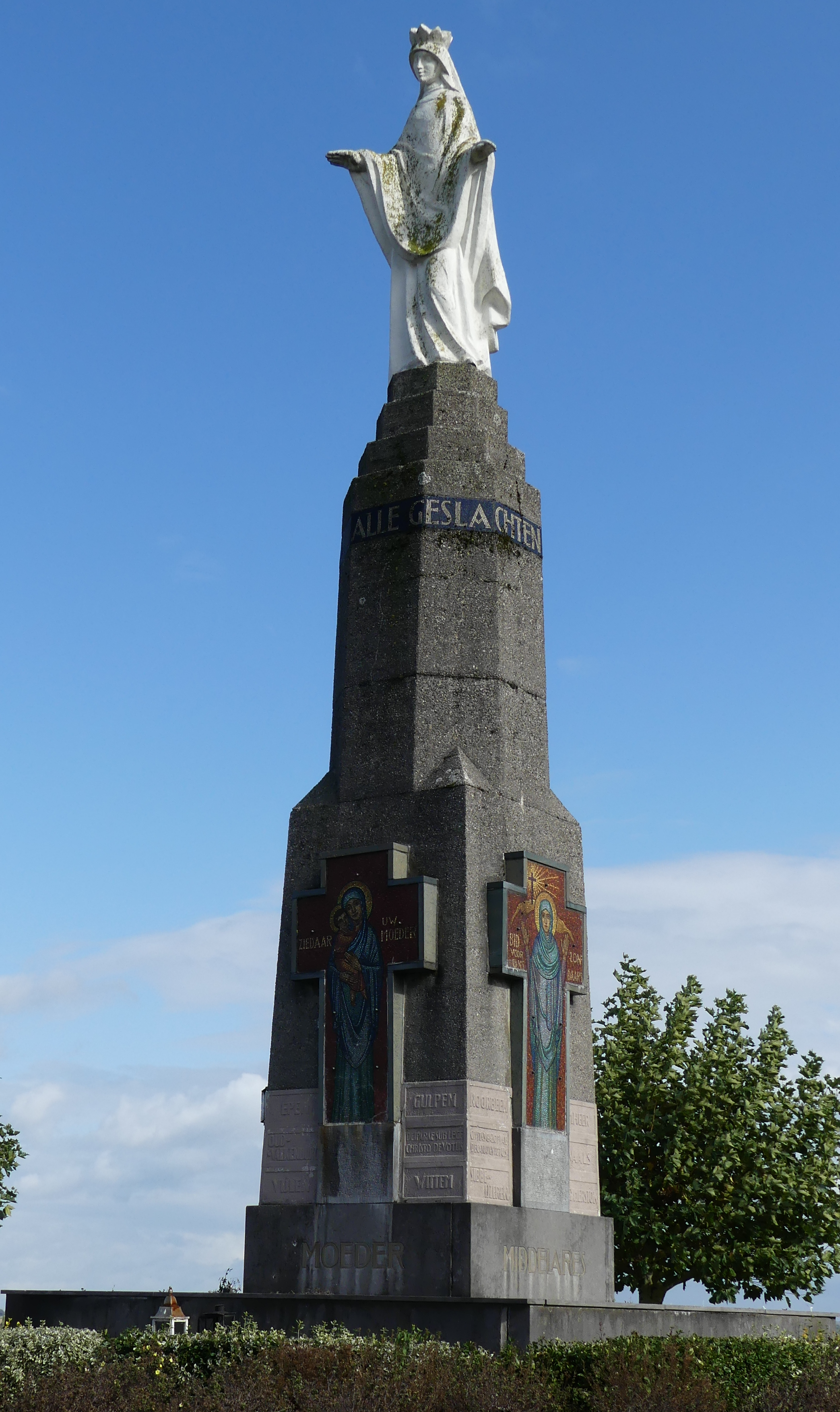
Totaalbeeld
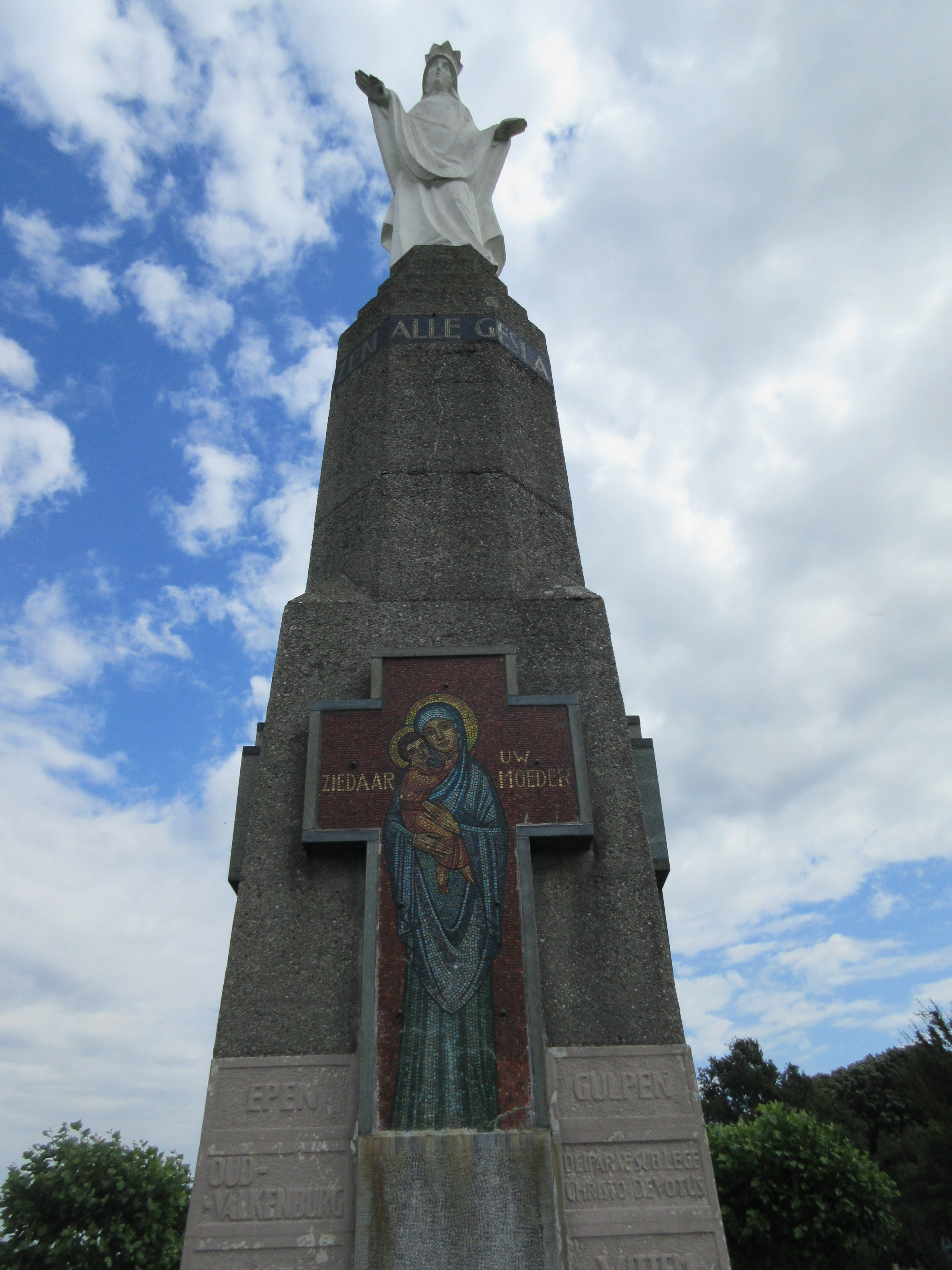
Voorzijde sokkel
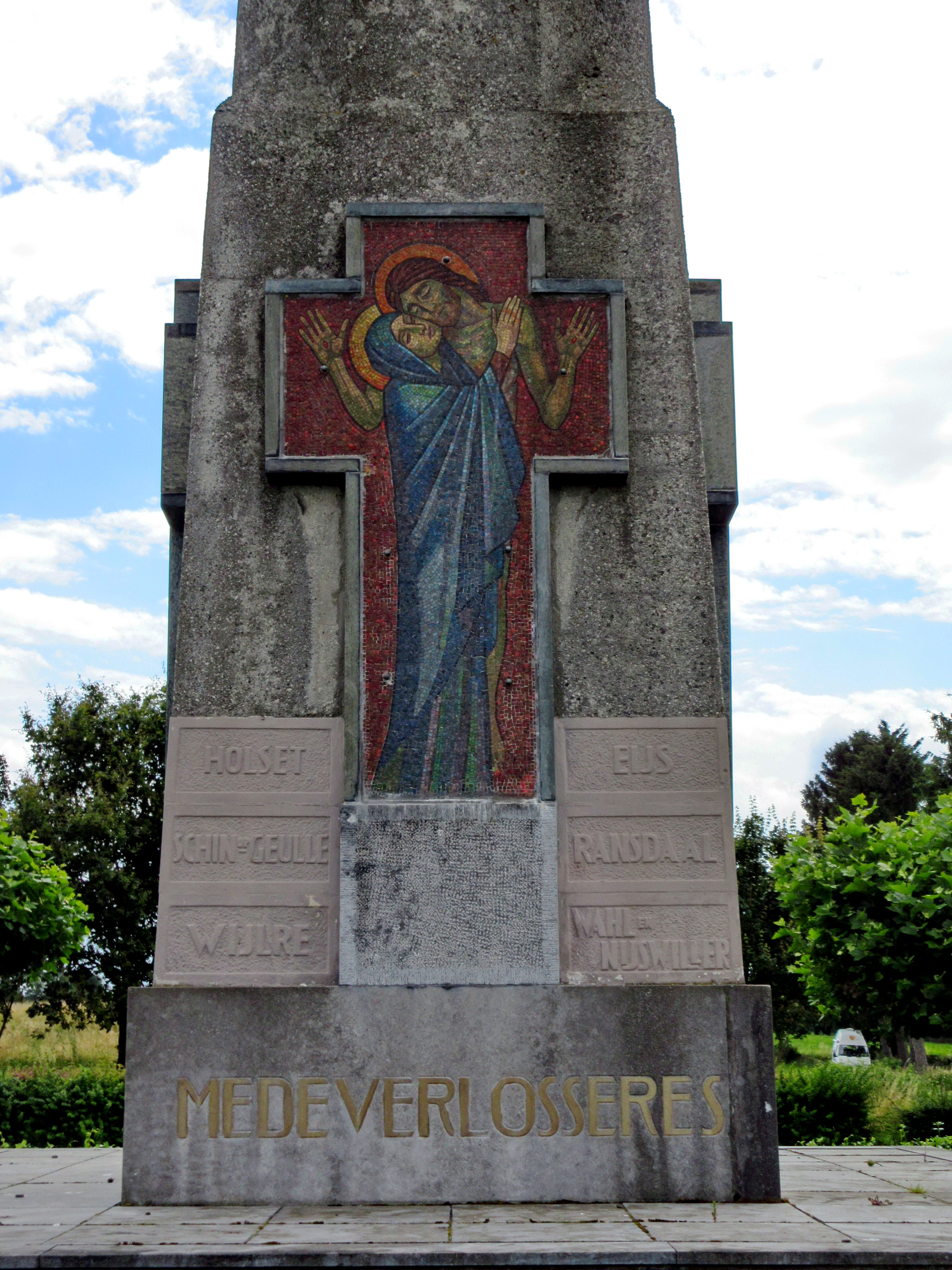
Detail achterzijde
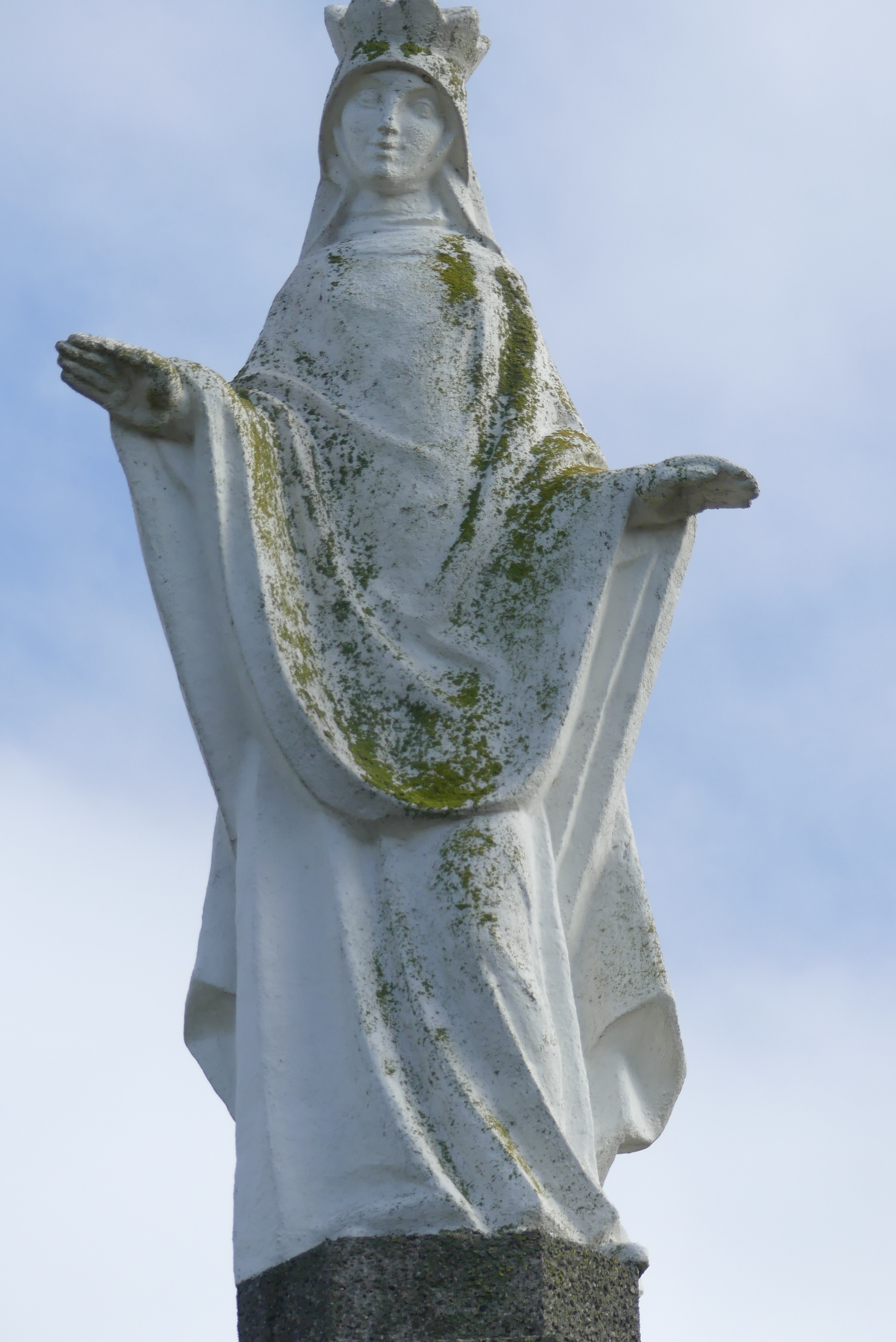
Mariabeeld